# Cantó d'Angers-Sud
El cantó d'Angers-Sud és una antiga divisió administrativa francesa del departament de Maine i Loira, situat al districte d'Angers. Compta amb part del municipi d'Angers. Va desaparèixer el 2015.

## Municipis
- Angers (part)

## Història
| Data d'elecció                           | Identitat       | Partit              | Qualitat |
| ---------------------------------------- | --------------- | ------------------- | -------- |
| 1961-1955                                | Frédéric Béatse | CD, després UDF-CDS |          |
| 1979-2004                                | André Lardeux   | RPR, després UMP    |          |
| 2004-2010                                | Frédéric Béatse | PS                  |          |
| 2011-2015                                | Norma Mével Pla | PS                  |          |
| les dades anteriors no són pas conegudes |                 |                     |          |
|                                          |                 |                     |          |

## Demografia
| A partir de 1990: Població sense dobles comptes |